# Odontolite
 (octobre 2023).
L'odontolite ou turquoise fossile est une gemme utilisée en joaillerie depuis le Moyen Âge.
Les moines cisterciens de la région de Simorre et de Gimont obtenaient cette pierre en chauffant des fossiles d'os, de dents et de défenses de mastodontes. Les fossiles utilisés étaient recherchés sur des terrains datant du miocène. Ils provenaient essentiellement de proboscidiens fossiles (Gomphotherium, Zygolophodon et Deinotherium).
L'éminent savant René de Réaumur fût mandaté par le roi de France afin de rechercher des ressources minières dans le royaume. Il publie en 1715 un mémoire sur les turquoises fossiles. Après avoir décrit l'industrie des turquoises de Simorre qui avait perduré jusqu'à la fin du XVIIe siècle, l'usage de fours spécialement conçus à cet effet, il arrive à la conclusion que ces fossiles provenaient d'animaux marins disparus.
Certains auteurs attribuèrent  à tort la couleur turquoise à des ions de cuivre. Au XIXe siècle, le paléontologue gersois Édouard Lartet tente de relancer la production de turquoises odontololites. Mais devant les difficultés techniques, ce projet prit fin rapidement.

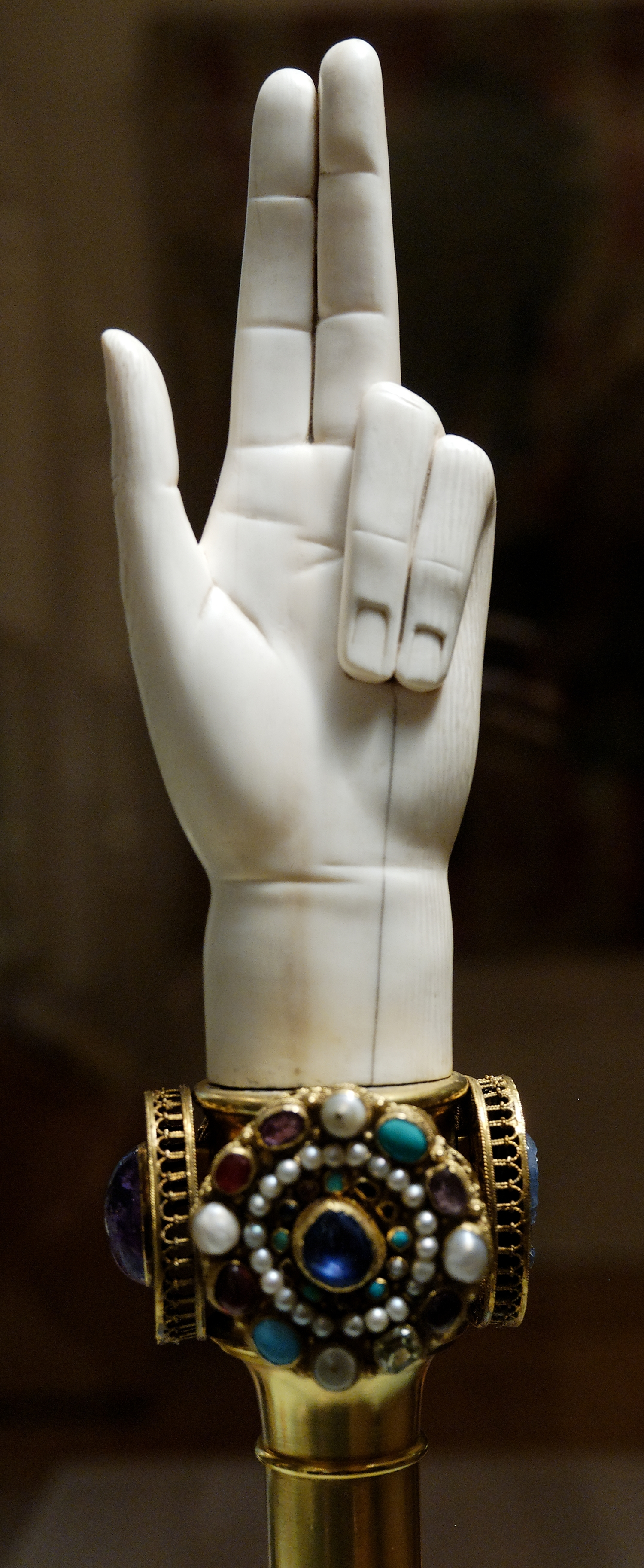
Main de justice incluant l'anneau royal de St-Denis incrusté d'odontolite (musée du Louvre)

En 2001, Ina Reiche, une jeune chimiste française, a démontré avec son équipe comment l'odontolite prenait sa couleur turquoise. Les ions Mn2+ en présence d'un environnement tétraédrique oxygéné, à une température de plus de 600° donnent des ions Mn5+ de teinte turquoise. Elle a démontré dans de nombreux travaux que la turquoise odontolite ont été utilisés sur de prestigieux objets médiévaux⁣ : l'Anneau de Saint-Denis (exposé au musée du Louvre) monté sur la main de justice pour le couronnement de Napoléon Bonaparte, le reliquaire de la vraie croix (conservé au musée de Cluny).